# Dietersburg
Dietersburg è un comune tedesco di 3 159 abitanti, situato nel land della Baviera.